# Oppe i træet
"Oppe i træet", er en sang af den danske rockgruppe Young Flowers. Den udkom på Lp'en Blomsterpistolen Young Flowers i 1968. Teksten er skrevet af Thomas Winding og musikken er komponeret af Peer Frost. Nummeret betegnes som tidlig dansk syrerock, og det blev et af meget få undergrundshit på den danske hitliste.
Blomsterpistolen er genudgivet som CD på Dansk Rock Historie 1965-1978, vol. 1 (Gult cover).